# ミドルアイランド (セントクリストファー・ネイビス)
ミドルアイランド（Middle Island）はセントクリストファー・ネイビス、セントトーマス・ミドルアイランド教区の町。その名の通りセントクリストファー島の中部に位置し、カリブ海に面している。人口は472人（2015年）。
首都バセテールからは直線距離で11キロメートル。西隣の町はハーフウェイ・ツリー（Half Way Tree）、東隣はヴァーチャイルド（Verchilds）、オールドロード・タウン。
セントクリストファー島で初めてのヨーロッパ人入植団を率いたトーマス・ワーナーの墓がある。